# Arvato
Arvato er en global service-virksomhed med hovedsæde i Gütersloh, Tyskland. Arvatos tjenester omfatter kunde support, it, logistik og økonomi. historien om Arvato går tilbage til Bertelsmanns industri service division. Det nuværende navn blev indført i 1999. i Dag, er Arvato en af de otte divisioner af Bertelsmann, som udgøre medie, service og uddannelse-gruppen. I 2016, havde Arvato 68,463 medarbejdere og en samlet omsætning på 28,6 milliarder DKK.

## Historie

### Arvatos tidlige år
Bertelsmann blev i 1835 stiftet som et forlag af Carl Bertelsmann. Virksomheden voksede støt i det kommende årti. Efter 2. Verdenskrig, udviklede virksomheden sig fra en mellemstor virksomhed, til et stort selskab. For at møde efterspørgslen fra bogklubben Lesering og studiet Schallplattenring, ekspanderede Bertelsmann i midt-1950'erne, sit lager samt shipping kapacitet ekspontielt. I 1959, blev Kommissionshaus Buch und Ton et etableret for gøre virksomhedens produktion- og serviceinfrastruktur tilgængelig for andre forlag. Bertelsmann nød godt af stordriftsfordelene fra dette. På Lersering hovedkontoreret blev et punch-card indeks erhvervet fra Lufthansa, hvilket senere dannede grundlag for informations technologien bag Arvato. Igennem de første par år var, Reinhard Mohn enemæssig af Kommissionshaus Buch und Ton. I 1968 blev virksomheden en del af de nyligt stiftede Vereinigte Verlagsauslieferung (VVA). Formålet var at levere printet materiale og optagelser "for kunden i kundens navn".

### Forretningens transformation
Bertelsmann åbnede i 1948 op for sin print forretning for udefrakommende kunder, på en meget lignende måde, ved at stifte et nyt selskab kaldet Mohndruck. Efter at have købt kraftfulde maskiner hvilket krævede en høj kapacitetsudnyttelse, Bertelsmann anskaffede sig flere og flere ordre fra andre virksomheder i løbet at 1960'erne. I1970'erne og 1980'erne, Bertelsmann stiftede og opkøbte flere print og logistik virksomheder i Frankrig, Storbritannien, Spanien og andre europæiske lande. Disse blev en del af print og industri service divisionen i Bertelsmann. Fra 1976, var denne branch ledet af Mark Wössner, som senere blev Bertelsmanns CEO. Under hans lederskab, forsatte udvidelsen af selskabet. F.eks. så trængte Bertelsmann i 1983 ind på markedet for distribution af software og hardware. Indtil midt 1980'erne, stod print- og industriservice divisionen for mere end 20 procent af salget i hele  Bertelsmann koncernen. I slutningen af 1980'erne, øget virksomheden deres tilstedeværelse i USA. I 1990'erne, vandt Bertelsmann to større klienter til en ny service virksomheden begyndte at udbyde: Først introducerede Bertelsmann deres loyalitets program; Miles & More påvegne af Lufthansa i 1993. Dernæst, blev Bertelsmann ansvarlig for kundeservicen i Tyskland, Østrig og Schweiz, ved launchen af Microsoft Windows 95.

### Nyt navn og omstrukturering
I 1996, blev Bertelsmanns print- og industriservice division spundet som værende legalt uafhængige af aktieselskabet kaldet Bertelsmann Industrie. Bertelsmann ønskede at ekspandere deres service forretning yderligere. På dette tidspunky havde Bertelsmann Industrie ca.12.600 ansatte på verdensplan og generede salg årligt for 3,28 milliarder tyske d-mark. I 1999, blev virksomheden endelig omdøbt til Bertelsmann Arvato hvilket illustrerer transformationen af print- og industriservice division til en international kommunikations og medie service udbyder. Navnet Arvato er et såkaldt neologisme uden særlig betydning. Under lederskab af Gunter Thielen (som blev Bertelsmann CEO i 2002), blev Sonopress fremstilling af LP'er og CD'er integreret ind under Arvato, det samme gjorde encyklopædi forlagene. Med indvielsen af Hartmut Ostrowski som CEO for Arvato i 2002, fjernede virksomheden Bertelsmann som præfiks i virksomhedsnavnet, men de forsatte med at bruge det i logoer. Arvato fik omstruktueret sin forretning, i divisionerne; print, distribution og logistik services, samt medielagering og informationsteknologi.

### Ændringer i forretningsmodellen
På grund af en lavere volumen af aviser, magasiner og kataloger, Arvato, Axel Springer og Gruner + Jahr stiftede et joint-venture fra dele af print forretningen; med navnet Prinovis. I 2005 sørgede de tre grundlæggere for at, alle dybtryk print aktiviteter blev en del af forretningen. Hvilket gjorde at de var markedsleder på det europæiske print marked, fra begyndelsen. På samme tid trådte Arvato ind på markedet for services i den offentlige sektor. 
En af de første kunder var distriktet; East Riding of Yorkshire hvor Arvato f.eks. varetog lokale skatter og velfærds betalinger. I de følgende år, blev distribution og logistik mere og mere vigtigt: Arvato Direct Services and Logistics Services blev fusioneret med Arvato Services. 
Arvato vandt specielt i Tyskland flere kunder til denne division, herunder forlag samt virksomheder informationsteknologi industrien. I 2007/2008 afløste Hartmut Ostrowski, Gunter Thielen som CEO af Bertelsmann, så Rolf Buch flyttede kom nu til roret i Arvato. Under hand lederskab startede Arvato deres loyalitets programmer, som f.eks. DeutschlandCard. Mens Ostrowski fokuserede på den internationale ekspansion, styrkede Buch Arvato's tilstædeværelse på det tyske marked.

### Reintegration af stabsfunktioner
I 2010'erne, Arvato omstruktureret sine aktiviteter igen: Først og fremmest, selskabet har erhvervet de resterende aktier i Prinovis fra Gruner + Jahr. Efterfølgende, Bertelsmann fusionerede de fleste af sine print fabrikker til en ny afdeling kaldet Be Printers. Arvato øgede deres fokus på de tre hastigt voksende markeder: high-tech, informationsteknologi og e-handels services, , mens print forretningen stagneret. I slutningen af 2012 i Rolf Buch var overraskende erstattet af Achim Berg, en ekspert til de tidligere nævnte fokusområder. Under hans ledelse, erhvervede Arvato i 2014, det insolvente e-handels selskab Netrada, der førte til en massiv stigning i Arvato ' s position på markedet inden for mode logistik. i midten af 2015, efter to år, forlod Achim Berg, Arvato . Bertelsmann udpegede Fernando Carro som CEO for Arvato; han blev også medlem af Bertelsmanns bestyrelse. Som en del af omstruktureringen, opløste Arvato sin bestyrelse og erstattede den med et executive management team. Bertelsmann overtog nogle stabsfunktioner af Arvato, mens andre blev leveret af Arvatos afdelinger, uafhængigt af hinanden. I 2016, blev Arvato AG fusioneret ind i moderselskabet Bertelsmann SE & Co. KGaA og slettet fra handelsregisteret.

## Organisationen
I dag, Arvato er en af otte divisioner i Bertelsmann. Sammen med Bertelsmann Printing Group, der blev grundlagt i 2016, udgør de service divisionen i koncernen. Baseret på et salg af 4,8 milliarder euro i regnskabsåret 2015, Arvato var den anden største division af Bertelsmann efter RTL Group. Lande uden for Tyskland genererede mere end halvdelen af de indtægter, med Frankrig og USA som de vigtigste udenlandske markeder. I 2015, tilhørte præcis 230 enkelte virksomheder samt fem joint ventures og associerede virksomheder Arvato.
I finansåret 2015, Arvato havde 72,457 medarbejdere på verdensplan, en stigning på 1,804 medarbejdere i forhold til tidligere år. Siden 2014 har Arvato  været organiseret i såkaldte solution groups, som blev indført under Achim Bergs æra. Disse fungerer i høj grad selvstændigt, ikke for produkter og teknologi, men i henhold til kundens krav og aktiviteter. Hver solution group ledes af en chief executive officer. Der er i øjeblikket fire solution groups som dækker; customer relationship management, supply chain management, finansielle tjenesteydelser og it-ydelser. Arvatos bestyrelsen består af Thomas Rabe, Bernd Hirsch, Immanuel Hermreck, Thomas Mackenbrock, Rolf Hellermann, Andreas Krohn, Frank Schirrmeister, Frank Kebsch og Matthias Møller.

## Services
Eftersalg Services
Arvato udbyder services som er nødvendie efter et 3. part salg produkt til slutforbrugeren. Disse inkludere reparation og opsætning af enheder. Siden 00'erne, har Arvato hjulpet med at reparere mobil telefoner, f.eks. så er HTC en af deres samarbejdspartnere.
Selskabes Informations Håndtering
Arvato udbyder mange services som er relateret til logistikken af marketing og salgs materiale, samt andre dokumenter. Arvato organisere produktionen, lagering og distribution af disse. I de senere år har forbindelsen mellem det digitale og printet materiale været mere væsentligt.
CRM & Kundeservice
Arvato tilbyder også customer relationship management-tjenester. Virksomheden opererer call-centre og varetager f.eks. deres kunders digitale kommunikationskanaler. Data mining processer og løsninger til den offentlige sektor tilbydes på dette område.
E-Handels Løsninger
E-handel har siden år 2014 været er et strategisk vækstområde for Arvato samt for Bertelsmann. Virksomhedens ydelser spænder fra etablering og drift af websteder til tilhørende infrastruktur og logistik af varer. En af Arvatos kunder på dette område er modehuset Ahlers.
Finansielle Løsninger
Arvatos finansielle løsninger inkludere betaling forarbejdning, factoring og inkasso services. Endvidere, tilbyder Arvato at varetaget virksomheders kreditvurdering og risikostyring, samt forsikrings tjenester. Finansielle tjenesteydelser har været en af de mest rentable dele af Arvatos forretning, og er også et strategisk vækstområde for Bertelsmann.
IT Løsninger
Arvato Systems levere mange services indenfor informationsteknologi. Virksomheden er primært, stærkt involveret i cloud services. Arvato udbyder løsninger til medier, handel, and en lang række andre industrier.
SCM & Logistik
Arvato hjælper sine kunder med supply chain management, dvs. levering af materialer og produkter fra produktionen til forbrugerne. Arvatos portefølje af produkter her indefor omfatter forskellige løsninger, som skræddersyes til de forskellige brancher, f.eks. handels-og modevirksomheder, information, teknologi og high-tech virksomheder eller forlag. Et eksempel på sidstnævnte er Vereinigte Verlagsauslieferung (VVA). Dette område omfatter også business intelligence service.

## Kritik

### Human resources and wages
Arvatos HR kompensations politikker har i løbet af år 2005 været diskuteret gentagne gange. Arvato Direct Services byggede et call center i Cottbus, Tyskland. Virksomheden blev kritiseret for at søge mere økonomisk støtte fra den lokale arbejdsformidling, end normal. Fagforeningen Ver.di og andre, deler  denne opfattelse. I 2007, Ver.di kritiserede Arvato Services genindførelse af 40-timers arbejdsuger. I år 2012 måtte de ansatte acceptere en lavere løn, på grund af nedskæringer i jobs i Arvato Entertainment. Arvato afviste kritikken i dette bestemte tilfælde, fordi beslutningerne har været drøftet med Ver.di tidligere.

### Uregelmæssig kredit score
I 2005, Arvato erhvervede sig kredit-agenturet Infoscore, med hovedsæde i Baden-Baden, Tyskland. Alt data, information og ledelsen af tilgodehavender blev fusioneret med Arvato ' s datterselskab til at danne Arvato Infoscore, et selskab med i alt 1.700 ansatte. Det blev genstand for gentagen kritik på grund af angiveligt tvivlsom kreditværdighed.
F.eks. i år 2012 rapporterede den offentlige tv-station NDR om tilfældet hvor en forbruger, som var blevet nægtet at betale med faktura. Denne beslutning blev truffet af en postordre virksomhed, som er baseret på kreditvurderingen fra Arvato Infoscore. Selvom virksomheden næppe vidste mere end navn og adresse på forbrugeren, og havde ingen andre oplysninger, som kunne identificere forbrugeren. Der blev givet en lav kreditscore baseret på socio-demografiske karakteristika. Ifølge en rapport fra en eu-Kommissær for databeskyttelse i den tyske delstat Baden-Württemberg, blev forældede data brugt til at give denne kredit vurdering. I 2013, lavede en anden offentlige tv-station, WDR, lignende påstande: tv-magasin Markt kontrollerede kredit rapporter af 80 test forbrugere. Bladet konkluderede, at især kreditvurderinger udstedt af Arvato Infoscore ofte ikke var omfattende. Der var et "stort hul" i kvaliteten af information. Desuden Markt påpegede, at klager over udbydere af kredit scor udbydere, som f.eks. Arvato Infoscore var stigende.
Udover kreditvurderingerne, var databeskyttelse hos Arvato Infoscore ogs¨å genstand for mediernes dækning flere gange. I år 2015 kritiserede NDR, et  website for lejere viste personlige og følsomme oplysninger af den som havde indtastet et navn, adresse, og fødselsdato. Uden nogen yderligere kontrol, gjorde Arvato Infoscore f.eks. oplysninger om gæld, beslaglæggelse og afdrag på realkreditlån tilgængeligt. Kritikere sagde, at det åbnede døren for misbrug. Arvato Infoscore argumenterede i stedet for, at en selv-videregivelse til en tredjemand, ikke var tilladt. ikke desto mindre, blev den omstridte hjemmeside blev lukket ned.
I år2016 rapporterede STÅLWIRER, en anden den offentlige tv-station, at Arvato Infoscore håndterede indsamling af bøder for Deutsche Bahn. Som en del af dette, bliver oplysninger om de rejsende, givet videre uden deres kundskab og accept. Advokat Karl-Nikolaus Peifer, klassificerende denne proces som en overtrædelse af beskyttelsen af data og fair-trade loven. STÅLWIRER fremlagde også dokumentation for, at Arvato Infoscore havde brugt oplysninger fra en sådan bøde til at foretage kreditvurderinger af nogle forbrugere.

## Eksterne links
- Official website